# Masatoshi Toyota
Masatoshi Toyota (jap. 豊田雅俊 Toyota Masatoshi; ur. 25 października 1976) – japoński zapaśnik w stylu klasycznym. Olimpijczyk z Aten 2004, gdzie zajął dziesiąte miejsce w kategorii 55 kg.
Czterokrotny uczestnik mistrzostw świata, trzynasty w 2005. Ósmy na igrzyskach azjatyckich w 2006 roku.